# Walter Blüchert Stiftung
Die Walter Blüchert Stiftung ist eine deutsche Stiftung. Sie fördert gesellschaftliche Teilhabe und setzt sich für Menschen ein, die unverschuldet in Not geraten sind. Die Walter Blüchert Stiftung wurde von Gunter Thielen ins Leben gerufen und ist nach ihrem Stifter, dem Finanzmakler und Verleger Walter F. Blüchert, benannt.

## Geschichte

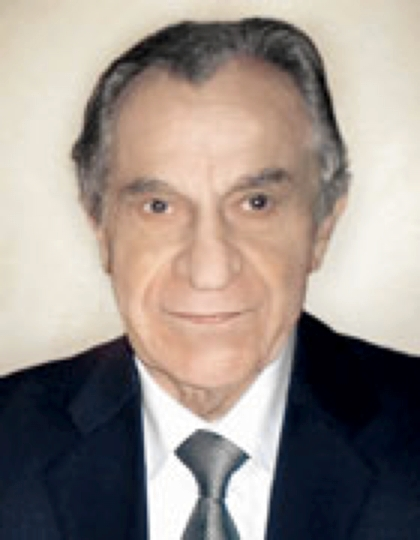
Porträt von Walter F. Blüchert (1920–2007)

Blüchert baute in den 1950er Jahren erfolgreich den Blüchert Verlag auf, der sich unter anderem die deutschen Rechte an Walt-Disney-Publikationen im Nicht-Comic-Bereich sicherte. Später war Blüchert als Berater und Makler für große Druck- und Medienunternehmen tätig. Während seiner Tätigkeit für Bertelsmann lernte er Thielen kennen. Dieser war von 2002 bis 2007 Vorstandsvorsitzender des Gütersloher Medien- und Dienstleistungskonzerns. Im Laufe der Jahre entwickelte sich zwischen Blüchert und Thielen neben der beruflichen Zusammenarbeit auch privat ein freundschaftliches Verhältnis. Thielen wurde von Blüchert lange vor seinem Tod im Jahr 2007 gebeten, als Vollstrecker seines Testaments zu fungieren.
Daraufhin rief Thielen die Stiftung ins Leben. Nach seinem Ausscheiden aus dem Vorstand der Bertelsmann Stiftung im Jahr 2013 nahm die Walter Blüchert Stiftung unter seinem Vorsitz ihre Arbeit auf. Sie zählte von Beginn an zu den finanzstärksten deutschen Stiftungen. In der Anfangszeit konzentrierte sich die Walter Blüchert Stiftung in erster Linie auf die Förderung der Bildung benachteiligter Kinder und Jugendlicher. In den folgenden Jahren dehnte sie ihr Engagement etwa auf Alleinerziehende und Flüchtlinge aus.

## Organisation

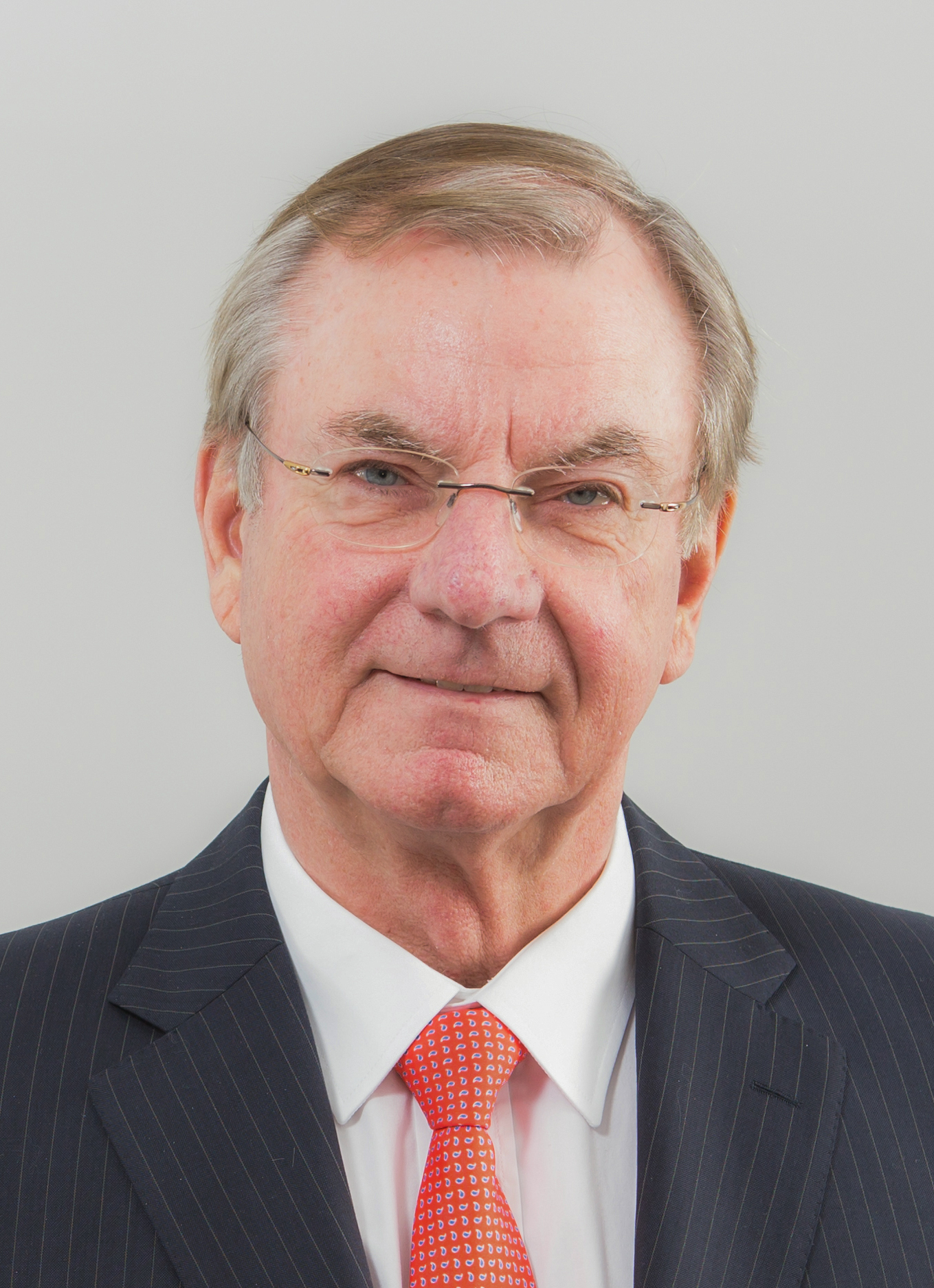
Gunter Thielen (2015), Vorsitzender

Die Stiftung ist eine rechtsfähige Stiftung des bürgerlichen Rechts mit Satzungssitz in Hamburg und Verwaltungssitz in Gütersloh. Sie wird von einem Vorstand geleitet, dessen wichtigste Aufgabe die Entwicklung satzungsgemäßer Projekte und deren Finanzierung aus dem Stiftungsvermögen zur Verwirklichung des Stiftungszweckes ist. Den Vorsitz des Gremiums hat Gunter Thielen inne, seine Stellvertreterin ist Ingrid Kramer. Der Stiftungsrat ist mit dem Rechtsanwalt und Notar Reto Mengiardi besetzt. Er beaufsichtigt die Geschäfte des Vorstands.
Die Stiftung verfolgt ausschließlich mildtätige Zwecke im Sinne der Abgabenordnung. Ihr Zweck umfasst laut Satzung die „Förderung des Wohlfahrtswesens, der Kinder-, Jugend- und Altenhilfe sowie der Erziehung, Volks- und Berufsbildung, einschließlich der Studentenhilfe“. Sie verwirklicht ihre Ziele durch die Verbesserung der Lebensbedingungen von Einzelpersonen, die in Folge ihres körperlichen, geistigen oder seelischen Zustandes oder ihrer wirtschaftlichen Not der Hilfe bedürfen.

## Programme
Im Zentrum der Stiftungsarbeit steht die Überwindung gesellschaftlicher Barrieren. Sie setzt sich für durchlässige, unterstützende und fördernde Strukturen ein, die allen Menschen eine gerechte Teilhabe am sozialen und wirtschaftlichen Leben ermöglichen. Zu diesem Zweck fördert, entwickelt und verbreitet sie Best Practices. Ihr Alleinstellungsmerkmal besteht darin, dass die Projekte in Partnerschaft mit Ländern, Kommunen und Organisationen durchgeführt werden.
Aktuell engagiert sich die Stiftung in vier strategischen Projekten: „Angekommen“ entwickelt eine Zukunftsperspektive für junge Flüchtlinge und Neuankömmlinge. „Hochform“ fördert Akademiker mit Flüchtlingsstatus. „Wir2“ trainiert Alleinerziehende und ihre Kinder. „Was geht“ ist eine Kompetenzplattform für junge Schülerinnen und Schüler. Darüber hinaus hat die Walter Blüchert Stiftung acht Projekte gefördert, die inzwischen abgeschlossen sind. Dazu gehörte unter anderem „Abakus“, ein Projekt für traumatisierte Kinder und Jugendliche mit Behinderung. Auch an „Balu und Du“ war die Walter Blüchert Stiftung beteiligt.
Darüber hinaus existiert die Karin und Walter Blüchert Gedächtnisstiftung, die von Blücherts Enkelin Magdalena Blüchert in Hamburg geführt wird.